# Reglementări Anti-Money Laundering

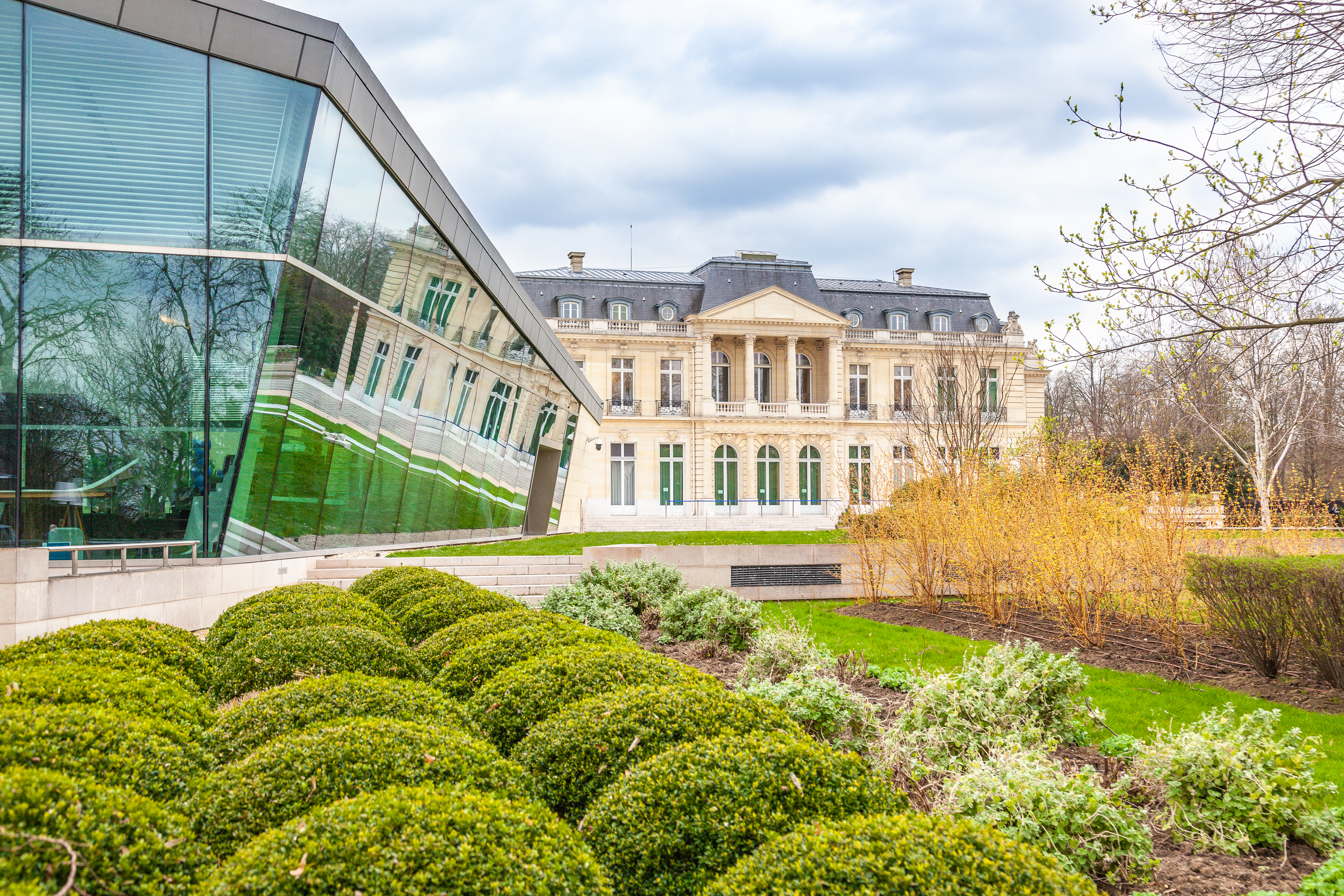
Sediu OECD pentru Grupul de Acțiune Financiară

Reglementări Anti-Money Laundering (AML) reprezintă un set de politici, reglementări și practici menite să prevină, detecteze și raporteze activitățile financiare ilegale, în special spălarea banilor și finanțarea terorismului (Combating the Financing of Terrorism, CFT). La nivel global, combaterea spălării banilor este coordonată de Grupul de Acțiune Financiară (Financial Action Task Force, FATF), care stabilește standarde internaționale și monitorizează implementarea acestora de către state. Acestea au căpătat o importanță sporită în anii 2000 și 2001, când FATF a început să publice liste cu țările care prezentau deficiențe în legislația și cooperarea internațională privind spălarea banilor.

## Evoluție și reglementare
Reglementările AML au devenit proeminente la nivel global după formarea FATF și adoptarea unui cadru internațional de standarde AML.
Pentru a fi eficient, un program AML trebuie să includă:
- incriminarea spălării banilor și dotarea autorităților cu instrumente adecvate pentru investigații;
- posibilitatea schimbului de informații între jurisdicții;
- obligația instituțiilor financiare de a-și identifica clienții (Know Your Customer - KYC);
- implementarea unor controale bazate pe risc, păstrarea evidențelor și raportarea tranzacțiilor suspecte.

Verificările stricte ale antecedentelor sunt necesare pentru a preveni ca infractorii să folosească structuri complexe de proprietate și companii pentru a ascunde sursa fondurilor ilicite. Deși băncile pot efectua astfel de verificări, o supraveghere eficientă din partea autorităților este esențială pentru reducerea riscurilor.
Adoptarea tehnologiilor emergente, precum big data și inteligența artificială, a determinat o îmbunătățire a mecanismelor AML. Ofițerii AML gestionează probleme precum:
- implementarea deficitară a măsurilor de conformitate,
- extinderea continuă a reglementărilor,
- complexitate administrativă,
- număr ridicat de alerte fals pozitive.

## Rolul instituțiilor financiare în prevenirea spălării banilor
Deși băncile care operează în aceeași țară trebuie să respecte aceleași legi și reglementări privind prevenirea spălării banilor (AML), fiecare instituție financiară își structurează diferit măsurile și strategiile de conformitate. În prezent, majoritatea instituțiilor financiare la nivel global, precum și unele instituții non-financiare, sunt obligate să identifice și să raporteze tranzacțiile suspecte către unitatea de informații financiare din țara respectivă.
De exemplu, băncile trebuie să verifice identitatea clienților (KYC) și, dacă este necesar, să monitorizeze tranzacțiile pentru a detecta activități suspecte. Prin cunoașterea clientelei și înțelegerea tipului de tranzacții pe care un client le poate efectua, instituțiile financiare pot identifica comportamente neobișnuite sau anomalii care pot indica posibile activități de spălare a banilor.
Angajații bancari, precum operatorii de ghișeu și reprezentanții conturilor clienților, sunt instruiți să recunoască și să raporteze activități suspecte. În plus, software-urile AML analizează datele clienților, clasifică tranzacțiile în funcție de nivelul de suspiciune și detectează anomalii, precum:
- creșteri bruște și semnificative ale fondurilor,
- retrageri mari de numerar,
- transferuri către jurisdicții bancare opace,
- tranzacții structurate pentru a evita rapoartele obligatorii.

Aceste sisteme compară, de asemenea, datele clienților cu listele negre guvernamentale și identifică tranzacțiile care implică țări considerate ostile. După identificarea unei tranzacții suspecte, sistemul alertează conducerea băncii, care decide dacă trebuie raportată autorităților.

## Software Anti-Money Laundering
Software-ul AML este un tip de software în industriile financiare și legale pentru a ajuta companiile să se conformeze cerințelor legale cu scopul de a preveni sau raporta activitățile de spălarea banilor.
Singapore cere instituțiilor financiare să efectueze o evaluare independentă a soluțiilor tehnologice utilizate în procedurile anti-spălare a banilor, dacă aceste instituții permit înregistrarea clienților de la distanță.
Tipuri de software AML:
- Sisteme de monitorizare a tranzacțiilor, care se concentrează pe identificarea unor tipare suspecte de tranzacții, ce pot duce la depunerea rapoartelor de activitate suspectă (SAR) sau rapoartelor de tranzacții suspecte (STR). Identificarea tranzacțiilor suspecte face parte din cerințele Know Your Customer (KYC).
- Sisteme de raportare a tranzacțiilor în numerar (CTR), care se ocupă cu cerințele de raportare a tranzacțiilor mari în numerar.
- Sisteme de gestionare a identității clienților, care verifică listele negative (cum ar fi OFAC) și reprezintă o parte inițială și continuă a cerințelor KYC. Verificarea electronică poate verifica și alte baze de date pentru a confirma pozitiv identitatea, cum ar fi listele electorale sau bazele de date ale furnizorilor de energie.
- Software de conformitate, care ajută firmele să respecte cerințele reglementărilor AML, păstrând dovezile necesare ale conformității și oferind instruirea personalului relevant. De asemenea, trebuie să aibă metode de audit pentru activitățile ofițerilor de conformitate, în special în legătură cu gestionarea alertelor generate de activitățile clienților.

### Sistemul de monitorizare a tranzacțiilor
Software-ul de monitorizare a tranzacțiilor monitorizează eficient tranzacțiile zilnice ale clienților bancari și, utilizând informațiile istorice ale clienților și profilurile conturilor, oferă o imagine completă pentru managementul băncii. Poate include depuneri și retrageri de numerar, transferuri de bani și activități ACH.
Unele module care pot fi prezente într-un software AML sunt:
- Know Your Customer (KYC)
- Rezolvarea entităților
- Monitorizarea tranzacțiilor
- Raportarea conformității
- Managementul alertelor pe baza cazurilor
- Instrumente de investigare
- Managementul documentelor (pentru documentele clienților)
- Livrarea instruirii AML
- Verificări de diligență a clienților, inclusiv verificare electronică
- Proceduri operaționale standard automatizate (motor de flux de lucru)
- Diseminarea politicii și procedurilor AML

### Sistemul de gestionare a identității clienților
Definițiile sistemelor de gestionare a identității clienților variază în funcție de regiune, însă majoritatea furnizorilor includ următoarele caracteristici:
- Verificare a listelor de sancțiuni
- Verificare a persoanelor expuse politic (PEP)
- Sistem de detectare a fraudelor
- Înregistrarea falselor alerte pozitive
- Scanare unică și scanare pe loturi
- Auditurile și raportările

### Machine learning pentru detectarea spălării banilor
Există soluții bazate pe inteligență artificială, care sunt mult mai eficiente în detectarea spălării banilor decât abordările bazate pe reguli. Rețelele neuronale profunde pot descoperi interdependențe complexe între activitățile desfășurate pentru spălarea banilor. Acest lucru conduce la mai puține alerte false și la o detecție mai precisă. În viitorul apropiat, sistemele de monitorizare a tranzacțiilor vor fi bazate pe machine learning în loc de reguli și scenarii.

## Costuri de conformitate
Industria serviciilor financiare a devenit din ce în ce mai vocală cu privire la costurile în creștere ale reglementărilor AML și la eficiența limitată a acestora. Criticii acestor măsuri susțin că reglementările AML sunt adesea adoptate pe fondul panicii sociale și al dorinței politice de a acționa rapid, fără o evaluare obiectivă a eficienței acestora în combaterea criminalității financiare. Nu există o metodă precisă de a măsura raportul cost-beneficiu al reglementărilor AML, iar dificultatea evaluării eficacității acestora face imposibilă determinarea clară a impactului asupra combaterii terorismului și a spălării banilor.
Guvernele argumentează, totuși, că spălarea banilor are un efect negativ major asupra economiilor, inclusiv prin subminarea formării capitalului intern, încetinirea creșterii economice și redirecționarea fondurilor dinspre dezvoltare către activități ilicite.
Aplicarea reglementărilor AML ridică probleme legate de protecția datelor și confidențialitate. În 2011, un raport al Comitetului Consultativ pentru Protecția Datelor al Uniunii Europene a evidențiat numeroase încălcări ale normelor privind confidențialitatea în cadrul măsurilor AML. Grupuri precum American Civil Liberties Union au criticat faptul că băncile sunt obligate să monitorizeze și să raporteze clienții lor, transformând instituțiile financiare în instrumente ale supravegherii statului.

## Reglementări Anti-Money Laundering după țară

### Uniunea Europeană
Pe 5 iunie 2015, s-a introdus directiva IV privind spălarea banilor (AMLD IV) care a apropiat legislația UE de cea a SUA și a impus un sistem bazat pe risc.
Pe 24 ianuarie 2019, Comisia Europeană a avertizat 10 state membre pentru aplicarea deficitară a regulilor AML: Belgia, Bulgaria, Cipru, Finlanda, Franța, Germania, Lituania, Polonia, Portugalia, Slovacia.
Pe 13 februarie 2019, Comisia a publicat o listă extinsă de jurisdicții cu controale slabe asupra spălării banilor și finanțării terorismului, incluzând state precum Arabia Saudită, Afganistan, Bahamas, Barbados, Botswana, Cambodgia, Ghana Coreea de Nord, Iran, Irak, Jamaica, Mauritius, Mongolia, Myanmar, Nicaragua, Pakistan, Panama, Siria, Trinidad și Tobago, Uganda, Vanuatu, Yemen, Zimbabwe.
Pe 10 ianuarie 2020, directiva V privind spălarea banilor (AMLD V) a extins reglementările AML/CFT, reducând pragul de verificare a identității pentru cardurile preplătite de la 250 EUR la 150 EUR. Directiva a impus crearea de registre cu „beneficiarii reali” ai companiilor.
În 2024, UE a înființat Autoritatea pentru Combaterea Spălării Banilor și a Finanțării Terorismului (AMLA), o agenție centralizată pentru îmbunătățirea aplicării reglementărilor AML la nivel european.

### India
În India, prevenirea spălării banilor este reglementată prin Legea privind prevenirea spălării banilor din 2002 adoptată de Parlamentul Indiei. Această lege urmărește atât prevenirea spălării banilor, cât și confiscarea proprietăților obținute sau utilizate în astfel de activități.
Băncile, instituțiile financiare și intermediarii sunt obligați să păstreze evidențe detaliate privind natura și valoarea tranzacțiilor, fie că sunt unice sau interconectate și să furnizeze aceste informații autorităților competente. Aceste evidențe trebuie menținute timp de 10 ani după finalizarea tranzacțiilor. Spălarea banilor în India este realizată în principal prin partide politice, companii și piața de capital.

### România
În România, reglementările privind prevenirea și combaterea spălării banilor sunt aliniate la directivele Uniunii Europene și sunt prevăzute în Legea nr. 129/2019 privind prevenirea și combaterea spălării banilor și finanțării terorismului. Aceasta transpune în legislația națională cerințele directivelor europene AMLD IV și AMLD V.
Legea obligă instituțiile financiare, avocații, notarii, auditorii și alți profesioniști să aplice măsuri de precauție privind clientela, inclusiv identificarea beneficiarilor reali ai tranzacțiilor și raportarea celor suspecte către Oficiul Național de Prevenire și Combatere a Spălării Banilor (ONPCSB). În plus, entitățile raportoare trebuie să păstreze evidențele tranzacțiilor pentru o perioadă de 5 ani și să colaboreze cu autoritățile de supraveghere financiară. ONPCSB este principalul organism responsabil cu analiza și investigarea activităților suspecte, având competența de a transmite cazurile către Parchet sau alte autorități relevante pentru măsuri suplimentare.

## Indicele Basel AML
Indicele Basel AML este un indicator global creat de către Basel Institute on Governance pentru a măsura riscul de spălare de bani și finanțare a terorismului în diferite țări. Acesta se bazează pe o serie de factori, inclusiv calitatea reglementărilor anti-money laundering, implementarea acestora, transparența guvernamentală, integritatea sectorului financiar și eficiența autorităților de aplicare a legii în combaterea spălării de bani și finanțării terorismului. Scorul oferit de acest indice ajută la evaluarea riscurilor pentru instituțiile financiare și guvernele care doresc să prevină activitățile ilegale de acest tip.
Top 13 țări cu grad de risc ridicat conform Indicele Basel AML pentru 2024
1. Myanmar - 8,17
2. Haiti - 7,92
3. Republica Democratică Congo - 7,73
4. Ciad - 7,60
5. Venezuela - 7,59
6. Laos - 7,53
7. Republica Centrafricană - 7,49
8. Gabon - 7,48
9. Republica Congo - 7,28
10. Guineea-Bissau - 7,28
11. China - 7,27
12. Mozambic - 7,15
13. Liberia - 7,11